# Józsua
Józsua ou Józsué est un prénom hongrois masculin.

## Étymologie
Le prénom est un nom théophore d'origine hébraïque, via le Modèle:Étyl, de l’Modèle:Étyl.

## Équivalents
- Josué
- Josué, Joshua, Josva, Josua...
- Jos, Josh, Joschka

## Fête
Les "Józsua" se fêtent le 22 juin ou le 1er septembre.